# Basisverzekering 2008
De Nederlandse zorgverzekering verandert in 2008 op een klein aantal punten ten opzichte van die van 2007. 

## Afschaffing no-claimregeling
De no-claimregeling verdwijnt. Hiervoor in de plaats komt een verplicht eigen risico van € 150,-- per verzekerde. Net als bij de no-claimregeling het geval is, geldt het eigen risico niet voor kinderen onder de 18 jaar en bij:
- verloskundige- en kraamzorg;
- huisartsenzorg;
- kosten van een bevolkingsonderzoek;
- zorggebonden eigen bijdragen die de verzekeraar direct aan de zorgverlener moet betalen.

Als gevolg van deze wijziging zullen de premies in 2008 iets lager uitvallen. 

### Minima
Voor de minima in de vier grote steden (Amsterdam, Den Haag, Rotterdam en Utrecht) is een collectieve zorgverzekering ontwikkeld waarbij het verplichte eigen risico is afgekocht. Naar verwachting zal hiervoor een extra premie van € 10,-- per maand worden gevraagd. Deze verzekering is tot stand gekomen op voordracht van de Amsterdamse wethouder Hennah Buyne. 

## Uitbreiding van het basispakket
Het basispakket wordt in 2008 uitgebreid met anticonceptie voor verzekerden van 21 jaar en ouder (voor verzekerden tot 21 jaar werd de anticonceptie al vergoed). Daarnaast wordt de leeftijdsgrens voor vergoeding van tandheelkundige hulp verhoogd van 18 naar 21 jaar.

## Overheveling vanuit AWBZ
De kortdurende geneeskundige geestelijke gezondheidszorg wordt overgeheveld van de AWBZ naar de zorgverzekering. Het gaat om de volgende zorg: 
- Psychiatrische ziekenhuisopnames tot maximaal 365 dagen.
- Niet-klinische geneeskundige geestelijke gezondheidszorg. De eigen bijdrage voor psychotherapeutische behandelingen blijft in 2008 gehandhaafd.
- Eerstelijnspsychologische zorg (maximaal acht zittingen per jaar). Er geldt een eigen bijdrage van € 10,- per zitting.

Als gevolg van deze wijzigingen zal de premie voor de AWBZ naar verwachting dalen.

## Fusies en naamswijzigingen
- Agis Zorgverzekeringen werd in juli 2007 overgenomen door Achmea. De naam Agis blijft vooralsnog bestaan.
- Per 1 januari 2009 neemt de CZ Groep de zorgverzekeringen van Delta Lloyd Groep over. De marketing en distributie van zorgverzekeringen onder de labels Delta Lloyd, OHRA en ABN AMRO Verzekeringen blijft in handen van Delta Lloyd Groep.
- In 2007 fuseerden Univé, VGZ, IZZ, IZA en Trias. De nieuwe naam van de verzekeraar wordt Univé. Alleen de namen IZZ en IZA blijven voorlopig bestaan.
- Binnen de Menzis-groep verdwijnt de naam Confior. De zorgverzekeringen van Confior worden in het vervolg aangeboden vanuit de naam Menzis. Het label Anderzorg blijft wel bestaan.

## Premie
De zorgverzekeraars zijn verplicht om de verzekerden uiterlijk 15 november 2007 een aanbod te doen voor de zorgverzekering in 2008. De verzekerde heeft vervolgens tot 1 februari 2008 de mogelijkheid om van verzekeraar te wisselen. 
De eerste verzekeraars hebben de premie voor 2008 al bekendgemaakt. Zorgverzekeraar DSW maakte op 25 september 2007 als eerste verzekeraar de premie bekend. Met € 88,75 per maand daalt de premie met € 6,00 (6,33%). De eerste grote verzekeraar was Menzis. De premie bij Menzis is in 2008 € 90,25 per maand (een daling met € 5,00 per maand (5,25%).

## Nederlandse zorgverzekeraars
| Verzekeraar                          | Merken                                  | Maandpremie 2007 | Maandpremie 2008 | Verschil in Maandpremie |
| gemiddelde waardes                   |                                         |                  |                  |                         |
| Achmea                               | Agis Zorgverzekeringen                  | € 93,75          | € 90,75          | 3,20%                   |
|                                      | Avéro Achmea Zorgverzekeringen          | € 93,75          | € 95,50          | -1,86%                  |
|                                      | FBTO Zorgverzekeringen                  | € 94,50          | € 84,57          | 10,50%                  |
|                                      | Groene Land PWZ Achmea                  | € 96,00          | € 92,00          | 4,17%                   |
|                                      | Interpolis Zorgverzekeringen            | € 96,00          | € 92,00          | 4,17%                   |
|                                      | OZF Zorgverzekeringen                   | € 96,00          | € 92,50          | 3,65%                   |
|                                      | Zilveren Kruis Achmea Zorgverzekeringen | € 96,00          | € 92,00          | 4,17%                   |
| Azivo                                | Azivo Zorgverzekeraar                   | € 98,25          | € 94,50          | 3,82%                   |
| AZVZ                                 | AZVZ                                    | € 94,50          | € 96,50          | -2,11%                  |
| CZ Groep                             | CZ Actief in Gezondheid                 | € 95,00          | € 90,75          | 4,47%                   |
|                                      | OZ Zorgverzekeringen                    | € 95,00          | n.v.t.           | n.v.t.                  |
|                                      | Delta Lloyd                             | € 95,80          | n.v.t.           | n.v.t.                  |
|                                      | Ohra                                    | € 94,95          | n.v.t.           | n.v.t.                  |
| De Friesland                         | De Friesland Zorgverzekeraar            | € 96,00          | € 90,75          | 5,47%                   |
| Fortis ASR Ziektekostenverzekeringen | Fortis ASR                              | € 94,00          | € 94,00          | 0,00%                   |
|                                      | De Amersfoortse                         | € 94,00          | € 94,00          | 0,00%                   |
| Menzis                               | Menzis Zorgverzekeringen                | € 95,25          | € 90,25          | 5,25%                   |
|                                      | Anderzorg                               | € 88,00          | € 81,25          | 7,67%                   |
|                                      | Confior                                 | € 95,25          | n.v.t.           | 0,00%                   |
| ONVZ Zorgverzekeraar                 | Aegon Zorgverzekering                   | € 102,00         | € 95,06          | 6,90%                   |
|                                      | Allianz Zorgverzekering                 | € 102,00         | € 95,06          | 6,90%                   |
|                                      | Nationale-Nederlanden Zorgverzekering   | € 102,00         | € 95,06          | 6,90%                   |
|                                      | ONVZ                                    | € 102,00         | € 95,06          | 6,90%                   |
|                                      | VVAA                                    | € 102,00         | € 95,06          | 6,90%                   |
| PNO Ziektekosten                     | PNO Ziektekosten                        | € 99,50          | € 96,75          | 2,76%                   |
| Salland verzekeringen                | Salland verzekeringen                   | € 95,75          | € 91,25          | 4,69%                   |
| Univé                                | IZA Zorgverzekeraar                     | € 97,00          | € 90,50          | 6,70%                   |
|                                      | IZZ Zorgverzekeraar                     | € 96,76          | € 93,87          | 9,70%                   |
|                                      | Trias Zorgverzekeraar                   | € 95,90          | € 90,95          | 5,16%                   |
|                                      | Univé Zorgverzekeraar                   | € 94,50          | € 90,95          | 3,76%                   |
|                                      | VGZ Zorgverzekeraar                     | € 97,17          | € 90,95          | 6,40%                   |
|                                      | Zorgverzekeraar Cares Gouda             | € 98,00          | € 93,45          | 4,64%                   |
|                                      | Zorgverzekeraar UMC                     | € 98,00          | € 91,75          | 6,38%                   |
| Zorgverzekeraar DSW                  | Zorgverzekeraar DSW                     | € 94,75          | € 88,75          | 6,33%                   |
| Zorgverzekeraar Zorg en Zekerheid    | Zorgverzekeraar Zorg en Zekerheid       | € 96,25          | € 92,45          | 3,95%                   |